# Mond von (208996) Achlys
Dar ist ein Mond des transneptunischen Objektes (208996) Achlys, welcher bahndynamisch als Plutino eingestuft ist. Der Begleiter weist etwa ein Zehntel des Durchmessers der Mutterplanetoiden auf. Bislang wurde der Mond jedoch nicht wieder aufgefunden.

## Entdeckung und Benennung
Der Mond wurde am 2. Dezember 2005 von Michael E. Brown und Terry-Ann Suer auf Aufnahmen von 2003 AZ84, die mit dem Hubble-Weltraumteleskop gemacht wurden, entdeckt. Die Entdeckung wurde am 22. Februar 2007 bekanntgegeben, der Mond erhielt die vorläufige Bezeichnung (208996) 2003 AZ84 1.
Der Begleiter wurde bei 0,22 Bogensekunden Abstand zu 2003 AZ84 gefunden, mit einer Differenz der scheinbaren Helligkeit von 5,0.

## Bahneigenschaften
(208996) 2003 AZ84 1 umläuft 2003 AZ84 auf einer elliptischen Umlaufbahn in einem mittleren Abstand von 7200 km Abstand zum Planetoiden, das sind 18,7 2003 AZ84-Radien bzw. 187 (208996) 2003 AZ84 1-Radien. Für einen Umlauf benötigt er 12 Tage, was 7516,8 Umläufen in einem 2003 AZ84-Jahr entspricht. Die Bahnexzentrizität und -neigung sind derzeit unbekannt.
In diesem Binärsystem dauert ein Monat dementsprechend 21,46 2003 AZ84-Tage.

## Physikalische Eigenschaften
Die Entdecker gaben die Größe des Mondes mit 10 % des Mutterplanetoiden an; der Durchmesser von (208996) 2003 AZ84 1 wird daher derzeit auf 77 km berechnet, ausgehend vom aktuellsten Wert der Durchmesserbestimmung von 2003 AZ84 von 772 km, welcher auf einem Rückstrahlvermögen von 9,7 % basiert. Die scheinbare Helligkeit von (208996) 2003 AZ84 1beträgt 25,3 m.
Da der Mond bis 2012 nicht wieder aufgefunden werden konnte, fand noch keine Berechnung der Masse des Systems statt.
| Jahr                                         | Abmessungen km | Quelle     |
| -------------------------------------------- | -------------- | ---------- |
| 2014                                         | 72,0 ± 12,0    | Johnston   |
| 2019                                         | 77,0 ± 12,0    | Berechnung |
| Die präziseste Bestimmung ist fett markiert. |                |            |